# Kapela Scrovegni
Kapela Scrovegni (italijansko Cappella degli Scrovegni [kapˈpɛlla deʎʎi skroˈveɲɲi]), imenovana tudi Arena kapela, je majhna cerkev, ki meji na avguštinski samostan, Monastero degli Eremitani v Padovi, dežela Benečija, Italija. Kapela in samostan sta zdaj del kompleksa Museo Civico v Padovi.
Kapela vsebuje cikel Giottovih fresk, dokončanih okoli leta 1305 in velja za pomembno mojstrovino zahodne umetnosti.

## Opis
Giotto in njegova ekipa so s freskami prekrili vse notranje površine kapele, vključno s stenami in stropom. Ladja je dolga 20,88 metra, široka 8,41 metra in visoka 12,65 metra. Območje apside je sestavljeno iz kvadratnega območja (4,59 metra globine in 4,31 metra širine) in peterokotnega območja (2,57 metra globine). Največji element so obsežni cikli, ki prikazujejo Jezusovo življenje in življenje Device Marije. Zid na zadnji strani cerkve, skozi katerega se vstopa v kapelo, ima veliko Poslednjo sodbo. Obstajajo tudi plošče v grizaju (enobarvne), ki prikazujejo pregrehe in vrline.
Cerkev je bila na praznik Marijinega oznanjenja leta 1303 predana Santa Maria della Carità in posvečena leta 1305. Velik del Giottovega freskarskega cikla se osredotoča na življenje Device Marije in slavi njeno vlogo pri odrešenju ljudi. Zdi se, da je bil motet Marchetta da Padova sestavljen za posvetilo 25. marca 1305. Kapela je znana tudi kot Arena kapela, ker je bila zgrajena na zemljišču, ki ga je kupil Enrico Scrovegni in se je naslanjala na kraj rimske arene. Prostor je bil tam, kjer se je odvijala procesija na prostem in sveti prikaz Marijinega oznanjenja se je predvajal že celo generacijo pred izgradnjo kapele.

## Zgradba in okras
Kapelo Arena je Giottu naročil bogati padovanski bankir Enrico Scrovegni. V začetku 1300-ih je Enrico od Manfreda Dalesmaninija kupil območje, na katerem je stala rimska arena. Tu je imel zgrajeno svojo razkošno palačo in kapelo, ki je bila k njej dozidana. Projekt kapele je bil dvojen: služila je kot zasebni oratorij družine in kot nagrobni spomenik sebi in svoji ženi. Enrico je Giottu, slavnemu florentinskemu slikarju naročil, da okrasi njegovo kapelo. Giotto je pred tem delal pri frančiškanskih bratih v Assisiju in Riminiju, nekaj časa pa je bil tudi v Padovi, delal je za baziliko svetega Antona v Sali del Capitolo in v kapeli Blagoslovov.
Številni viri iz 14. stoletja (Riccobaldo Ferrarese, Francesco da Barberino, 1312-1313) pričajo o Giottovi prisotnosti na mestu kapele Arena. Cikel fresk je mogoče datirati z dobrim približkom vrste dokumentarnih pričevanj: odkup zemljišča je zaveden 6. februarja 1300; padovanski škof Ottobono dei Razzi je zgradbo odobril nekaj pred letom 1302 (datum njegovega prestopa v oglejski patriarhat); kapela je bila prvič posvečena 25. marca 1303, praznični dan oznanjenja; 1. marca 1304 je papež Benedikt XI. dal odpustek vsakomur, ki je obiskal kapelo; eno leto pozneje, 25. marca 1305, je bila kapela dokončno posvečena. Giottovo delo tako sodi v obdobje od 25. marca 1303 do 25. marca 1305.
Giotto, ki se je rodil okoli leta 1267, je bil star 36-38 let, ko je delal v kapeli Enrica Scrovegnija. Imel je skupino približno 40 sodelavcev in izračunali so, da je bilo za barvanje kapele potrebno 625 delovnih dni (giornati). 'Delovni dan' je pomenil tisti del vsake freske, ki ga je bilo mogoče poslikati, preden se je omet posušil in ni bil več 'svež' (fresco v italijanščini).
Januarja 1305 so bratje iz bližnje cerkve Eremitani pri škofu vložili pritožbo in protestirali, da Scrovegni ni spoštoval prvotnega sporazuma. Scrovegni je svoj zasebni oratorij spremenil v cerkev z zvonikom, s čimer je ustvaril nelojalno konkurenco njihovim dejavnostim. Ne vemo, kaj se je zgodilo naprej, verjetno pa je bilo zaradi te pritožbe porušena monumentalna apsida in širok transept. Obe sta vidni na modelu cerkve, ki ga je Giotto naslikal na sprednji fasadi (Poslednja sodba). Apsida je bila odsek, kjer je Enrico Scrovegni mislil imeti grob. Prisotnost fresk iz leta 1320 podpira hipotezo o rušenju, ki jo je predlagal Giuliano Pisani. Apsida, najpomembnejše območje v vseh cerkvah, je kjer sta pokopana Enrico in njegova žena Jacopina d'Este.
Ta apsida predstavlja zoženje prostora, ki daje občutek, da je nepopoln in neharmoničen. Ko opazimo spodnji okvir slavoloka, tik nad majhnim oltarnim delom svete Katarine Aleksandrijske, je popolna simetrija Giotta spremenjena s fresko okrasom, ki predstavlja dva medaljona s poprsjem ženskih svetnic, luneto s Kristusom v slavi in dve epizodi iz pasijona (molitev v Getsemanskem vrtu in Bičanje Jezusa), ki skupaj dajeta splošni občutek disharmonije. Umetnik, ki je naslikal te prizore, je naslikal tudi večji del apside, neznani umetnik imenovan 'Mojster Scrovegnijevega kora', ki je deloval pri kapeli približno dvajset let po dokončanju Giottovega dela. Glavni poudarek neznanega umetnikovega dela predstavlja šest monumentalnih prizorov na stranskih stenah kapele, ki prikazujejo zadnje obdobje Marijinega zemeljskega življenja. Ta izbira je v sozvočju z ikonografskim programom, ki ga je navdihnil Alberto da Padova in slikal Giotto.

### Sodobnost
Kapela je bila prvotno povezana s palačo Scrovegni, ki je bila zgrajena na mestu ostankov temeljev eliptične starodavne rimske arene. Palača je bila porušena leta 1827, da bi prodali dragocene materiale, ki jih je vsebovala in namesto nje postavili dva kondominija. Kapelo je leta 1881 kupila občina Padova, leto dni po razpravi mestnega sveta 10. maja 1880, ki je privedla do odločitve o rušenju stanovanja in obnovi kapele.
Junija 2001 je po pripravi študije, ki je trajala več kot 20 let, Istituto Centrale per il Restauro (Centralni inštitut za restavriranje) Ministrstva za kulturne dejavnosti v sodelovanju z mestno upravo Padove v vlogi lastnika kapele Arena, začel celovito obnovo Giottovih fresk pod tehničnim vodstvom pokojnega Giuseppa Basileja. Leta 2000 je bila končana konsolidacija in obnova zunanjih površin in postavljen sosednji Corpo Tecnologico Attrezzato (CTA). V tej 'opremljeni tehnološki komori' obiskovalci počakajo petnajst minut, kar omogoči, da se njihova telesna vlaga zniža in morebitni spremljajoči smog odfiltrira. Marca 2002 je bila kapela ponovno odprta za javnost v svojem prvotnem sijaju. Nerešenih je še nekaj težav, na primer poplavljanje v kripti pod ladjo zaradi prisotnosti podtalnice in negativni vpliv na stabilnost zgradbe cementnih vložkov, ki so v 1960-ih nadomestili prvotne lesene.

### Znanstvene razprave
Študije Giulianoja Pisanija so trdile, da so številna splošno veljavna prepričanja o kapeli neutemeljena, med njimi tudi domneva, da je Dante navdihnil Giotta. Še več, v odsek Paradiž je bil vključen posmrtni portret Danteja. Druga trditev je bila, da teološki program, ki mu je sledil Giotto, temelji na svetem Tomažu Akvinskem, medtem ko Pisani trdi, da je v celoti avguštinski. Pisani je tudi trdil, da je bratovščina Gaudenti, katere član je bil Enrico Scrovegni, vplivala na vsebino Giottovega cikla fresk. Trdil je tudi proti prepričanju, da je Enrico Scrovegni zahteval, da ikonografski program ne daje poudarka grehu oderuštva. Giuliano Pisani je opozoril, da Dantejeva obsodba Scrovegnijevega očeta Reginalda kot oderuha v  Božanski komediji, delu Pekel, Canto 17 zapisana nekaj let po Giottovem dokončanju kapele, zato tega ni mogoče obravnavati kot motiv za kakršno koli teološko skrb s strani Enrica Scrovegnija. Opozoriti je treba, da znanstvene skupnosti še niso široko sprejele Pisanijeve trditve in še vedno trajajo razprave o razlogu za nastanek kapele in o razlogih za njeno zasnovo.
Po mnenju Pisanija  je Giotto poslikal notranjo površino kapele po obsežnem ikonografsko-dekorativnem projektu, ki ga je zasnoval avguštinski teolog, brat Alberto da Padova. Med viri, ki jih je Giotto uporabil po nasvetu brata Alberta, so apokrifni evangeliji psevdo-Mateja in Nikodema, zlata legenda (Legenda aurea) Jacopa da Varazze (Jacobus a Varagine) in nekajminutne ikonografske podrobnosti, pseudo-Bonaventurejeve Meditacije o življenju Jezusa Kristusa, pa tudi številna avguštinska besedila, kot so De doctrina Christiana, De libero arbitrio, De Genesi contra Manicheos, De Quantitate animae in druga besedila iz srednjeveške krščanske tradicije, med katerimi je Phisiologus.
Večina Giottovih raziskovalcev meni, da je Giotto storil številne teološke napake. Na primer, Giotto je v serijo Vrlin naslikal Upanje za Ljubeznijo, ni pa vključil  Pohlep v serijo Pregreh zaradi običajne predstavitve Enrica Scrovegnija kot oderuha. Giuliano Pisani trdi, da je Giotto sledil natančnemu in premišljenemu teološkemu programu, ki je temeljil na svetem Avguštinu in ga je zasnoval fra Alberto da Padova. Pohlep, ki še zdaleč ni 'odsoten' v Giottovem ciklu, je upodobljen z Zavistjo, ki tvori z njo temeljno sestavino bolj celovitega greha. Zaradi tega se zavist postavlja pred vrline dobrodelnosti, da bi nakazoval, da je dobrodelnost ravno nasprotna od zavisti in da se je treba pozdraviti od greha zavistnosti. Ljubezen v smislu dobrodelnosti drobi Zavistnino vrečko z denarjem pod njenimi nogami, na nasprotni steni pa rdeči plameni gorijo pod Zavistnino nogo.

### Prikaz svetih zgodb in sporočilo v oboku
Giotto je poslikal celotno površino kapele, vključno s stenami in stropom. Cikel fresk je organiziran vzdolž štirih stopenj, od katerih vsaka vsebuje epizode iz zgodb različnih protagonistov Svete zgodovine. Vsaka stopnja je razdeljena na okvirje, vsak tvori prizor. Kapela je asimetrične oblike, s šestimi okni na daljši južni steni in ta oblika je določila postavitev dekoracije. Prvi korak je bila izbira postavitve dveh okvirjev med vsakim dvojnim oknom, postavljenim na južno steno; drugič, bila je določena širina in višina stopenj, da se izračuna enak prostor na nasprotni severni steni.
Cikli prizorov, ki prikazujejo Jezusovo življenje in življenje Device Marije, so bili največja oblika religiozne umetnosti v tem obdobju, Giottov cikel pa je nenavadno velik in obsežen, kar kaže ambicije naročila. Če to predpostavimo, sta izbira in ikonografija prizorov na splošno primerljiva z drugimi sodobnimi cikli; Giottova inovacija je v monumentalnosti njegovih oblik in jasnosti njegovih kompozicij.
Cikel pripoveduje zgodbo o odrešenju. Začne se od zgoraj v luneti slavoloka, z občasnim prizorom Boga Očeka, ki je nadangelu Gabrijelu naročil, naj opravi Marijino oznanjenje. [10] Pripoved se nadaljuje z zgodbami Joahima in Ane (prva stopnja z vrha, južna stena) in Marijinimi zgodbami (prva stopnja od zgoraj, severna stena). Po vrnitvi na slavolok sledijo prizori Oznanjenja in Obiskovanja. Jezusove zgodbe so bile postavljene na srednji nivo južne in severne stene. Prizor Jude, ki je dobil denar za izdajo Jezusa, je na slavoloku. Spodnja stopnja južne in severne stene prikazuje Jezusovo trpljenje in Vstajenje; zadnji okvir na severni steni prikazuje Binkošti. Četrti nivo se začne na nivoju tal s črno-belimi, v tehniki grizaj, freskami Pregreh (severna stena) in Vrlin (južna stena). Zahodna stena (zadnja stena pročelja) predstavlja Poslednjo sodbo.
Prikazani prizori so naslednji:
Svete zgodbe:
Slavolok (luneta):
- Marijino oznanjenje;

Zgornji nivo, južna stena:
- Joahima odslovijo iz templja
- Joahim med pastirji
- Oznanjenje sv. Ane
- Joahim daruje
- Joahimove sanje
- Srečanje pri zlatih vratih Jeruzalema

Zgornji nivo, severna stena: 
- Marijino rojstvo in njeno kopanje kot dojenčka
- Marijina pot v tempelj ali Marijino darovanje v templju
- Snubci prinašajo palice v tempelj
- Snubci molijo pred oltarjem
- Poroka Device
- Poročna procesija

Slavolok:
- Bog oče na prestolu (je naslikan na tablo (ni freska) obdan z angeli na vrhu: Bog pošlje nadangela
- nadangel Gabriel na desni in Marija na Levi - Oznanjenje

Srednji nivo, južna stena:
- Rojstvo Jezusa
- Poklon Svetih treh kraljev
- Predstavitev Jezusa v templju
- Beg v Egipt
- Pokol nedolžnih otročičev

Srednji nivo, severna stena:
- Kristus med učenjaki v templju (Jezus med zdravniki)
- Jezusov krst v reki Jordan
- Poroka v Kani Galilejski
- Obuditev Lazarja
- Vhod v Jeruzalem
- Izgon trgovcev iz templja

Slavolok:
- Judež prejme srebrnike

Spodnja stopnja, južna stena:
- Zadnja večerja
- Umivanje nog
- Judežev poljub
- Kristus pred Kajfo
- Zasmehovanje (bičanje) Kristusa

Spodnja stopnja, severna stena;
- Kristus nosi križ
- Križanje
- Objokovanje
- Jezusovo vstajenje - Noli me tangere
- Vnebohod
- Binkošti ali  prihod svetega Duha

Spodnja plast, severna stena: Pregrehe
- Nerazsodnost ali Neumnost (Stultitia)
- Nestalnost ali nestanovitnost (Inconstatia)
- Jeza (Ira)
- Nepravičnost (Iniustitia)
- Nevera (Infidelitas)
- Zavist (Invidia)
- Obup (Desperatio)

Spodnja plast, južna stena: Sedem Vrlin:
- Razumnost ali razsodnost (Prudentia)
- Pogum (Fortitudo)
- Zmernost (Temperantia)
- Pravičnost (Iustitia)
- Vera (Fodes)
- Ljubezen (Karitas)
- Upanje (Spes)

Izhodna stena: 
- Poslednja sodba

V oboku je predstavljen osmi dan, čas večnosti, božji čas z osmimi planeti (tondi, ki obkrožajo sedem velikih prerokov Stare zaveze in Janeza Krstnika) in dvema soncema (ki prikazujeta Boga in Madono in otroka), medtem ko je modro nebo prekrito z osemtočkovnimi zvezdami (8, vstran, simbolizira neskončnost).

### Črno-bela personifikacija Pregreh in Vrlin
Na spodnjih ravneh stranskih sten je 14 personifikacij v tehniki grizaj, ki predstavljajo posamezne figure Pregreh na severni steni in Vrlin na južni steni. Pregrehe so Stultitia, Inconstantia, Ira, Iniusticia, Infidelitas, Invidia in Desperatio. Vrline so razvrščene takole: štiri kardinalne vrline: Prudentia, Iustitia, Temperantia, Fortitudo, sledijo tri teološke: Fides, Karitas, Spes. Vsaka vrlina in pregreha sta vdelani v okvir z marmorjem podobnim ogledalom. Ime pregrehe ali vrline je napisano v latinici na vrhu vsake figure, kar kaže, kaj predstavljajo te figure in sicer sedmi dan (čas med Jezusovim rojstvom in Poslednjo sodbo).
Po kontroverzni teoriji Giuliana Pisanija so se pregrehe in vrline brale, začenši s strani oltarja in segajo proti pročelju (Poslednja sodba), zaporedje pa ni "Najprej pregrehe, potem vrline", kot se je dolgo verjelo. Začne se od Pregrehe 1 (Stultitia) (severna stena, desna stran) do Vrline 1 (Prudencia) (južna stena, leva stran), sledi pregreha 2 (inconstantia) (severna stena) do vrlina 2 (Fortitudo) (južna stran) in tako naprej. Pregrehe in vrline simbolizirajo človekov napredek k blaženosti (nebeška sreča). Človeštvo s pomočjo vrlin lahko premaga ovire (pregrehe). To je filozofsko-teološki načrt, ki ga je oblikoval Giottov teolog, učeni teolog, ki je svoj navdih črpal iz svetega Avguština. Odsek pregrehe-vrline v kapeli Scrovegni ponazarja filozofsko-teološko sporočilo, na katerem temelji celotni projekt in je ključnega pomena za razjasnitev več točk, ki so prej štele za nejasne ali pa so bile rezultat Giottovega edinega približnega teološkega znanja. V kapeli Scrovegni na primer pregrehe niso tradicionalne pregrehe ali smrtni grehi (ponos, zavist, gnev, lenoba, pohlep, požrešnost in poželenje), tako kot 'ustrezne' vrline ne odražajo tradicionalnega reda, sestavljenega v štiri kardinalne vrline (Razumnost, pravičnost, pogum in zmernost) in tri teološke vrline (vera, upanje in ljubezen]].
Predstavljena je dvakratna terapevtska pot, ki vodi k odrešenju. Prva, sestavljena iz štirih vrlin, prinaša zdravilo s pomočjo nasprotne sile, ki jo zagotavljajo kardinalne vrline. Točka prihoda v tem prvem delu poti je Pravičnost, Iusticia, ki omogoča mir in s tem zagotavlja raj na zemlji in zemeljsko srečo. Prva pregreha v tem prvem oddelku je Stultitia in sicer nesposobnost razlikovanja dobrega in zla. Njeno zdravilo (nasprotna stena) je Prudencia - razsodnost, Prudencia, ki v klasičnem in teološkem smislu ni 'previdnost', ampak 'moralna inteligenca' ali zmožnost razlikovanja dobrega in zla. Gledalec je v sferi znanja. Sledi par Inconstantia, Neskladnost, (severna stena) in Fortitudo, Pogum, (južna stena). Trdnost (moralna in miselna moč) z voljo zmaga nad lahkimi nihanji neskladnosti. 'Neskladnost' je dobesedno 'pomanjkanje stabilnega sedeža'; gre za mešanico lahkomiselnosti, voljnosti in neskladnosti. 'Neskladnost' je prikazana kot mlada ženska, ki se valja na kroglici, pripravljena na padec, po pestrem marmornatem podu, ki označuje barvo 'enotnosti' ('stalnost'), ki označuje nedosleden um. Tu je sfera Volje. Jeza, tretja pregreha, je nasproti Temperantia, Zmernosti. Po besedah svetega Avguština je Temperantia notranje ravnovesje, ki zagotavlja stabilno voljo nad nagoni in ohranja človekove želje znotraj meja poštenosti. Terapija je potrebna za prevlado nad strastmi, ki jih simbolizira Jeza, saj je Jeza najbolj strašljiva od vseh strasti: je nenadna in uničujoča, tudi proti lastnim najdražjim in je zato strast, ki se jo človeška bitja najprej potrebujejo naučiti nadzorovati. Ta pojem je načelo starogrške in (v njenih odtisih) rimske filozofije, ki jo je sveti Avguštin naredil za svojo in Giottov teolog prenesel nanj, tako da je združil številne spise svetega Avguština.
Preudarnost, drznost in zmernost se nanašajo na etično sfero vsakega posameznika in imajo za cilj zdravilo vsakega posameznega sebe. Etična vrlina se oblikuje v praktični uporabi z delovanjem in vedenjem, ki se nanaša na osebno in družbeno sfero in vpliva na človeške odnose. Iz tega pojma izvirajo pojmi Pravičnost in nepravičnost, osrednji 'par' v Giottovi kapeli. Popolna osrednja osredotočenost pravičnosti je vizualno poudarjena z arhitekturno 'matrico', majhno kocko, ki se dvigne nad vsako od različnih personifikacij na rahlo poševen način in kaže bodisi proti apsidi bodisi proti fasadi, povsod, vendar nad glavo Pravičnosti ( južna stena) in Nepravičnosti (severna stena), kjer majhni umrli pade v pravokotni črti, ki hkrati označuje natančno fizično polovico kapele, kot tudi Pravičnostno zdravilno funkcijo s teološko-filozofskega vidika, ne da bi pozabili, da je pravičnost kar zdravi dušo od bolečih posledic Nepravičnosti (na drugi strani kapele).
Tisti, ki so uspešno napredovali na svoji terapevtski poti, so dosegli Pravičnost. Tisti, ki tega niso, so dosegli krivico. Tisti, ki so dosegli Pravičnost, so izvajali terapijo za dušo, ki jo je mogoče opredeliti kot 'človeško' in ki jih je pripeljala do zemeljske sreče. Kot svojo terapijo so uporabljali medicina animi, 'zdravilo duše', ki ga zagotavljajo kardinalne vrline (v zaporedju Razumnost-Pogum-Zmernost-Pravičnost) in sicer moralne in intelektualne vrline, s katerimi 'človek' lahko zdravi človeka nasprotujočih si sporočil in so sposobni prevladati nad njimi.
Sledijo teološke vrline. Da bi si lahko prizadeval za nebeški raj, potrebujemo božansko učenje, razodetje resnice, s katerim človek premaga in presega človeški razum in izvaja teološke vrline. 'Božja terapija' se začne z zavračanjem lažnih prepričanj (Infidelitas) s pomočjo Vere v Boga (Fides). Le z 'zdravilom' Ljubezni (Karitas) lahko premagamo sebičnost in Zavist (Invidia), ki ga privedeta, da z zlobnimi očmi (latinsko in-vidēre) pogleda na bližnjega, ki ga tudi Bog ustvari po svoji podobnosti. Končno lahko s pomočjo (zdravilo) uničimo Upanje (Spes) s pomanjkanjem upanja ali Obupa (Desperatio). Upanje je odnos, ki sestoji iz aktivnega čakanja na božje bodoče blagoslove, ki izvirajo iz zaupanja v Boga in v Njegovo besedo in so tudi iz ljubezni do Božje ljubezni do celotnega človeštva. 
Vire tega izjemnega programa je Pisani opredelil v številnih odlomkih del svetega Avguština. Vse najde popolno korespondenco z nečim drugim. To je tema 'terapije nasprotij', zaporednega reda kardinalnih in teoloških vrlin ter osrednjega pomena pravičnosti.

## Slike
| Slika | Ime                                     | Velikoct (cm) | Slika | Ime                                   | Velikost (cm) |
| ----- | --------------------------------------- | ------------- | ----- | ------------------------------------- | ------------- |
|       | Joahima odslovijo iz templja            | 200x185       |       | Rojstvo Marije                        | 200x185       |
|       | Joahim med pastirji                     | 200x185       |       | Marijina pot v tempelj                | 200x185       |
|       | Oznanjenje sv. Ane                      | 200x185       |       | Snubci prinašajo palice v tempelj     | 200x185       |
|       | Joahim daruje                           | 200x185       |       | Snubci molijo pred oltarjem           | 200x185       |
|       | Joahimove sanje                         | 200x185       |       | Poroka Device                         | 200x185       |
|       | Srečanje pri zlatih vratih Jeruzalema   | 200x185       |       | Poročna procesija                     | 200x185       |
|       | Oznanjenje – Bog pošlje angela Gabriela | 150x195       |       | Oznanjenje – Devica sprejme sporočilo | 150x195       |

### Jezusovo življenje
| Slika | Ime                            | Velikoct (cm) | Slika | Ime                                  | Velikost (cm) |
| ----- | ------------------------------ | ------------- | ----- | ------------------------------------ | ------------- |
|       | Obiskovanje                    | 150x140       |       | Judež prejme srebrnike               | 150x140       |
|       | Rojstvo Jezusa                 | 200x185       |       | Zadnja večerja                       | 200x185       |
|       | Poklon Treh kraljev            | 200x185       |       | Umivanje nog                         | 200x185       |
|       | Predstavitev Jezusa v templju  | 200x185       |       | Judežev poljub                       | 200x185       |
|       | Beg v Egipt                    | 200x185       |       | Kristus pred Kajfo                   | 200x185       |
|       | Pokol nedolžnih otročičev      | 200x185       |       | Zasmehovanje Jezusa                  | 200x185       |
|       | Kristus med učenjaki v templju | 200x185       |       | Kristus nosi križ                    | 200x185       |
|       | Jezusov krst                   | 200x185       |       | Križanje                             | 200x185       |
|       | Poroka v Kani Galilejski       | 200x185       |       | Objokovanje                          | 200x185       |
|       | Obuditev Lazarja               | 200x185       |       | Jezusovo vstajenje (Noli me tangere) | 200x185       |
|       | Vhod v Jeruzalem               | 200x185       |       | Vnebohod                             | 200x185       |
|       | Izgon trgovcev iz templja      | 200x185       |       | Binkošti                             | 200x185       |
|       | Coretto                        | 150x140       |       | Coretto                              | 150x140       |

### Pregrehe in vrline
| Slika | Ime        | Velikoct (cm) | Slika | Ime            | Velikost (cm) |
| ----- | ---------- | ------------- | ----- | -------------- | ------------- |
|       | Razumnost  | 120x60        |       | Neumnost       | 120x55        |
|       | Pogum      | 120x55        |       | Nestanovitnost | 120x55        |
|       | Zmernost   | 120x55        |       | Jeza           | 120x55        |
|       | Pravičnost | 120x60        |       | Nepravičnost   | 120x60        |
|       | Vera       | 120x55        |       | Nevera         | 120x55        |
|       | Ljubezen   | 120x55        |       | Zavist         | 120x55        |
|       | Upanje     | 120x60        |       | Obup           | 120x60        |

### Drugo
| Slika | Ime               | Velikoct (cm) |
| ----- | ----------------- | ------------- |
|       | Obok              |               |
|       | Oznanjenje Mariji | 230x690       |
|       | Poslednja sodba   | 1000x840      |
|       | Obrezovanje       | 200x40        |
|       | Križanje          | 223x164       |